# 拉森角
54°12′S 36°30′W / 54.200°S 36.500°W
拉森角（英語：Larsen Point）是南極洲的海岬，位於南喬治亞島，是昆伯蘭灣入口處的西部，該海岬以搭乘傑森號的挪威南極探險家卡爾·安東·拉森命名。